# Wyspa rozumu
Wyspa rozumu (fr. L'Île de la raison ou les Petits Hommes) – komedia Pierre’a de Marivaux wystawiona w 1727.

## Data powstania utworu
Utwór został napisany w 1727 roku i miał swą premierę 11 września 1727 w Théâtre de la rue des Fossés Saint-Germain. Został wystawiony przez aktorów Comédie-Française. Publiczność przyjęła go bardzo źle już podczas premiery i ostatecznie zdjęto go z afisza po czterech przedstawieniach.

## Osoby
| Osoba     | Jej rola w dramacie              |
| --------- | -------------------------------- |
| Władca    |                                  |
| Parmenes  | syn władcy                       |
| Floris    | córka władcy                     |
| Blectrue  | doradca władcy                   |
| Wyspiarz  |                                  |
| Wyspiarka |                                  |
| Megista   | domowniczka wyspiarzy            |
| Dworzanin |                                  |
| Hrabina   | siostra dworzanina               |
| Fontignac | Gaskończyk, sekretarz dworzanina |
| Spineta   | służąca hrabiny                  |
| Poeta     |                                  |
| Filozof   |                                  |
| Lekarz    |                                  |
| Błażej    | wieśniak                         |

## Treść
Akcja sztuki rozgrywa się na wyspie rozumu.

### Akt I
Mieszkańcy wyspy są osobami rozumnymi i gdy u ich brzegów ląduje ośmiu niezbyt rozumnych Francuzów, przybysze tracą swoją wielkość w stopniu odpowiadającym rozmiarom ich szaleństwa. Rozbitkami sąː dworzanin jego gaskoński sekretarz, Fontignac, hrabina i jej pokojówka, Spineta, poeta, filozof, lekarz i wieśniak. Osoby te stają się karzełkami, lecz różnej wielkości. Wieśniak, Błażej, ulega tej przypadłości w najmniejszym stopniu, ponieważ ma najwięcej rozsądku z całego towarzystwa. Błażej szczerze przyznaje, że często zdarzało mu się upijać oraz oszukiwać kupców, którym sprzedawał swe produkty. Skoro tylko wyznaje swoje winy i postanawia się poprawić, rośnie na oczach swych towarzyszy do poprzednich wymiarów. Pod wrażeniem jego przemiany Fontignac wyznaje, że był kłamcą i pochlebcą, zatruwającym ludzkie dusze i również wraca do swej pierwotnej postaci.

### Akt II
Teraz Gaskończyk uzdrawia służącą hrabiny, Spinetę. Również lekarz, choć prawie niewidoczny i w głębokiej rozpaczy, prosi o pomoc. Nie chce jednak przyjąć pouczeń o popełnionych błędach od wieśniaka. Kiedy Błażej i Fontignac pytają go czy ma żonę, odpowiada, że miał jedną, której dotąd żałuje, a która zmarła w wieku dwudziestu pięciu lat; a czy ma dzieci, miał troje ale zmarły na kiłę – tak leczysz swoich chorych – wyrokuje Błażej. Gdy rozmawiający z lekarzem dowiadują się, że jest bogaty, załamują ręce. Gdyby robił to z biedy, być może, dałoby się go jeszcze usprawiedliwić, skoro jednak jest bogaty dlaczego nie pozwala umierać ludziom samym. Lekarz wybucha gniewem i odchodzi. Blectrue, doradca władcy, wyjaśnia przybyszom, że na wyspie to kobiety zabiegają o względy mężczyzn, jej mieszkańcom wydaje się bowiem nieracjonalne, że atakować miałaby płeć silniejsza, a bronić się słabsza. Ta okoliczność sprawia pewną trudność Błażejowi, a jeszcze większą Spinecie, która z tego powodu zaczyna nawet znowu chwilowo maleć. Hrabina, widząc, że Błażej, Fontignac i jej pokojowa odzyskali swój wzrost, gdy ona pozostaje wciąż tak mała, prosi ich, by ukazali jej jej wady, by i ona mogła ozdrowieć. Są nimi kokieteria i duma. Spineta przypomina swej pani długie studia przed toaletkąː spojrzenie ćwiczone trzy godziny, rubiny przymierzane do koloru kreacji, wszystkie te zabiegi wykonywane, by się spodobać nie komuś konkretnemu, lecz by być podziwianą. Ale gorsza jeszcze od kokieterii jest dumaː duma urodzenia, urody i bogactwa; te stopnie grzeczności, które się należą każdemu inny i studia by je opanować. Hrabina uznaje swe winy i odzyskuje swój wzrost. Decyduje się również, za radą Spinety, ze względu na panujące na wyspie obyczaje, wyznać swą miłość synowi władcy wyspy, Parmenesowi, ku jego wielkiej radości.

### Akt III
Blectrue przynosi wiadomość, że lekarz, mimo że wzburzony usłyszanymi zarzutami, wziął je jednak do serca i zaczął rosnąć. Pozostali zatem jeszcze dworzanin, poeta i filozof. Fontignac próbuje ukazać swemu panu jego błędy, ale ten burzy się bardzo. Nie pomaga obraz dziecka, któremu niania daje najpierw grzechotkę. Dopiero zjawienie się Błażeja i przekazanie przez Fontignaka zarzutów co do postępowania swego pana za jego pośrednictwem, przynosi skutek, dworzanin zostaje uzdrowiony. Filozof i poeta pozostają odporni na uzdrowienie. Filozof wściekł się na poetę za złośliwy epigramat i kiedy Blectrue się zjawił obydwaj okładali się kułakami. Poeta jest zachwycony swoimi nowymi epigramami przeciw władcy i filozofowi. Obaj nie są skłoni przyjąć pouczeń od byle kogo. Zostają więc z powrotem wsadzeni do klatek, przeciw czemu gorąco protestują. Floris jest zachwycona odzyskaniem przez dworzanina jego dawnej postaci i stara się o jego względy, gdy jednak on bez wahania odpowiada na nie pozytywnie, dziewczyna czuje się urażona brakiem oporu i odchodzi. Z kolei wyspiarka ponownie zabiega o względy Błażeja, ten wymawia się i czerwieni, ostatecznie jednak przyznaje, że mu się wyspiarka podoba. Podobne doświadczenie staje się udziałem dworzanina. Świadom konieczności oporu, broni się przed zalotami Floris, ale ostatecznie ulega. Władca błogosławi miłość swych dzieci, a Spineta postanawia nie zostawać sama i zdobywa serce Fontignaka.

## Omówienie
Wyspa rozumu jest trzecią z "wysp" Marivaux po Wyspie niewolników i Kolonii, choć drugą z wystawionych. Kontynuuje ich pomysły z większym rozmachem, choć mniej szczęśliwie. Sztuka jest dosyć długa, składa się z trzech aktów, a sytuacja końcowa bohaterów niespecjalnie różni się od wyjściowej. Ekspozycja komedii nie jest wystarczająco jasna. Najpoważniejszym jednak problemem jest fakt, że autor nie uwzględnił wystarczająco optyki teatralnej. Według jego koncepcji postaci sztuki są karzełkami, które rosną, w miarę jak przybywa im rozumu, do rozmiarów dorosłego człowieka. Autor w przedmowie do sztuki wskazywał na liczne fikcje, których nie szczędzi publiczności scena teatralna. Widzowi jednakże trudno było, jak się okazało, przyjąć, że część aktorów jest karzełkami i w różnym czasie rośnie do rozmiarów dorosłego człowieka, gdy na scenie widział aktorów od początku do końca tego samego wzrostu.
W pierwszej scenie władca i jego córka rzucają kilka uwag o małych istotach, które morze wyrzuciło na ich brzeg, i które oni traktują jak mieszkańcy Brobidignagu Guliwera. To wyjaśnienie wydało się jednak autorowi niewystarczające i poprzedził komedię prologiem, jego uczestnikami sąː markiz, szlachcic i hrabina. Markiz interesuje się czy sztuka została oparta na Podróżach Guliwera, bo jeśli tak, on wychodzi. Poza tym nie podoba mu się tytułː Petits Hommes. Hrabina, która wchodzi w trakcie rozmowy jest również uprzedzona do sztuki, tytułː Wyspa rozumu, nie zapowiada, jej zdaniem, zbyt wiele zabawy. Takie rzeczy mogą podobać się Anglikom, ale Francuzi mają całkiem inny gust. Szlachcic dowodzi, że Francuzi są co do zasady poważni, ale są też tolerancyjni. Zostało udowodnione, że nie tylko tolerują, ale i oklaskują żarty, które się z nich czyni ku pożytkowi innych ludów. Tutaj zobaczysz, dorzuca, lud śmiejący się i oklaskujący spektakl, w którym się z niego kpi, wychwalając inny naród, który się z nim porównuje. Marivaux czyni aluzję do utworu de Boissy'ego Francuzi w Londynie, jednej z wielu parodii wystawianych na przełomie lat 20. i 30. XVIII wieku w Paryżu.